# Тодор Мазаров
Тодор Русев Мазаров е български оперен певец, тенор, представител на стила белканто, работил в Австрия (първи тенор на Виенската опера), пял на сцените на Ла Скала (първият българин), Римската опера и други световни оперни театри.

## Биография
Тодор Мазаров е роден в Павел баня на 2 януари 1905 година. От детска възраст се занимава с народна музика. На 23 години завършва Педагогическото училище в Казанлък, където учи цигулка и става основен учител по музика в село Железник, Карнобатско (от 1922 до 1927 година). След това постъпва на работа в старозагорското лесничейство. Излиза за първи път на сцената като хорист в „Севилският бръснар“ в Старозагорската опера през 1928 година.
Малко след това през 1930 година Мазаров заминава за София, където учи пеене в Държавната консерватория при Димитър Попиванов и Мара Цибулка. Дипломира се през 1933 година и участва като солист в хор „Гусла“. През 1934 година дебютира в Софийската национална опера с ролите на Овлур „Княз Игор“ на Александър Бородин и Гвидон в „Приказка за цар Салтан“ на Николай Римски-Корсаков, а първата му по-сериозна роля е на Раул в „Хугеноти“ на Джакомо Майербер.
През 1937 г. Мазаров печели международен конкурс за оперни певци във Виена. Председател на журито е Бруно Валтер, главен диригент на Виенската опера, който търси певец, способен да бъде неин първи тенор. Впечатлението от Тодор Мазаров е толкова силно, че го поканват още преди края на конкурса. Дебютът му там е на 26 септември 1937 година в ролята на Радамес от операта „Аида“ на Джузепе Верди, отзивите са прекрасни. През октомври го канят по спешност да пее Дон Карлос от едноименната опера на Верди, въпреки че няма време да я разучи на немски. Пее я на български и става вторият певец след Фьодор Шаляпин, на когото операта позволява да пее на родния си език. През следващите години изпълнява на немски други роли: Дон Хосе в „Кармен“, Херцога от „Риголето“, Рудолф от „Бохеми“ и много други, но продължава да пее Дон Карлос на български, за да привлича вниманието на публиката и световната критика, непознаващи почти никак изкуството на българските певци.
През 1938 г. е поканен да участва във Флорентинския фестивал в ролята на Арнолдо от операта „Вилхелм Тел“ на Росини, изпълнявана дотогава единствено от Алфред Нури (за когото е написана) и Енрико Карузо – партия, „убийствена за всеки тенор“. Представянето му на фестивала в Театро Комунале (9 май 1939) е с огромен успех, веднага е поканен да пее в Ла Скала и в Римската опера. Мазаров отказва да подпише нов договор с виенската Щатсопер и става свободен артист.
През 1939 г. Тодор Мазаров открива сезона на Ла Скала с постановката на „Вилхелм Тел“ под диригенрството на Тулио Серафин. Отзивите са възторжени. През 1940 г. гостува в Римската опера със същата роля. В този сезон пее и на сцените в Парма (Рудолф от „Бохеми“), Флоренция (Калаф от „Турандот“), Театро Реджо (Манрико от „Трубадур“), отново Ла Скала (Канио от „Палячи“ и Дон Карлос от операта на Верди). През пролетта на 1940 г. гостува в Софийската опера, гастролира и из цяла България. През 1948 г. остава да живее във Виена. Получава покани от Борис Христов за ролите на Самозванеца в „Борис Годунов“ и Ленски в „Евгений Онегин“ и пее с успех в Испания, наравно с Христов. През 50-те и 60-те години той все още в апогея на дългата си кариера. Гостува на оперните театри в Русе, Варна, Пловдив и Стара Загора в постановки на „Трубадур“, „Тоска“, „Бохеми“, участва и в концерти с оркестър. След като Тодор Мазаров се оттегля от активна дейност, изнася само отделни концерти, последният от които е през 1972 година в Зала „България“ заедно с хор „Гусла“.
След оттеглянето си от сцената става вокален педагог във Виенската консерватория.
Умира на 13 септември 1975 година във Виена.

## Признание
Повече от четири десетилетия яркият самороден български талант Мазаров се раздава без остатък на оперните сцени на Виена, София и по света. Превъплътил се е в близо 50 роли с великолепния си лирико-драматичен теноров глас, той става камерзенгер на Виенската щатс опера и професор по пеене във Виенската музикална академия. В Павел баня му издигат паметник, а в София го удостояват с орден „Кирил и Методий“ едва в деня на смъртта му (13 септември 1975 година). В деня на смъртта му в негова чест, Виенската опера е спуснала на фасадата си траурно знаме.